# 碧生源
碧生源控股有限公司（英语：Besunyen Holdings Company Limited，港交所：0926），简称碧生源控股、碧生源，2000年在北京成立，名为“北京澳特舒尔保健品开发有限公司”。该公司在开曼群岛注册，总部位于北京市海淀区西四环北路玲珑天地碧生源大厦，香港总部位于湾仔港湾道26号华润大厦13楼1303室，生产基地位于北京市房山区窦店镇秋实工业园区。现任董事长、总裁为赵一弘。
公司主要业务是生产及销售功能保健茶产品，主要产品是碧生源常润茶及碧生源减肥茶，代言人分别是郭冬临和徐静蕾，2010年起，产品连续四年在中国大陆分别位居润肠通便品类及减肥品类的领导地位。
该公司股份于2010年9月29日在香港交易所主板上市。2014年上半年收益为3.14亿元人民币，较2013年同期收益2.518亿元，增长24.7%。